# Hitnrun Phase One
Albums de Prince
Art Official Age, Plectrum Electrum
(2014) Hitnrun Phase Two
(2015)
Singles
1. Fallinlove2nite
Sortie : 17 mars 2014
2. Hardrocklover
Sortie : 7 juillet 2015
3. This Could B Us
Sortie : 28 août 2015

Hitnrun Phase One (comprendre « hit and run », délit de fuite en anglais) est un album du chanteur et musicien américain Prince, publié sur son propre label, NPG Records, le 14 septembre 2015. Il est distribué par Universal. Il a d'abord été diffusé en flux direct à partir du 7 septembre de la même année, sur le site internet Tidal. La suite, HITnRUN Phase Two, est sortie trois mois plus tard.

## Contenu
Le disque est une forme de complément à l'un de ses deux prédécesseurs, Art Official Age, paru un an plus tôt en même temps que Plectrum Electrum. On y trouve le remix de deux de ses titres : Mr. Nelson, une variation de Clouds, et This Could B Us, qui réinterprète This Could Be Us. La sonorité globale de l’œuvre, un alliage de RnB contemporain, de musique électronique et de pop, est similaire à l'essai précédent. Le funk y est absent, ce qui constitue une rareté dans la discographie de l'artiste.
La chanson Fallinlove2nite, interprété avec Zooey Deschanel dans la série New Girl, en 2014, et publié en single la même année, est présente ici sans la participation de l'actrice.
L'album commence par les quinze premières secondes de For You, son premier disque, suivi des treize premières de 1999, le premier ayant touché un grand public, et des dix premières de Purple Rain, celui de sa consécration. Ce montage prend une curieuse valeur prémonitoire en regard du fait qu'il s'agit de l'introduction du dernier album publié de son vivant (le volume 2 en constituant la suite), comme s'il s'agissait de boucler une boucle, de tirer un bilan des moments forts de sa carrière. Cependant, la mort de l'artiste ayant été accidentelle, il ne s'agit vraisemblablement que d'une coïncidence.

## Personnel
- Prince : chant, guitares, basses, claviers, etc.
- Dave Jensen, Steve Strand : trompette.
- Curly Fryz (groupe), Judith Hill, Rita Ora : rap.
- Kenni Holmen, Kathy Jensen : saxophone.
- Michael B. Nelson : trombone, arrangements de cuivres et de cordes.
- Stringenius (groupe) : cordes.
- Joshua Welton : claviers, boîte à rythmes, réalisation artistique, chant.

## Liste des titres
Toutes les chansons sont écrites et composées par Prince et Joshua Welton.
| No  | Titre               | Note(s)                                                                                      | Durée |
| --- | ------------------- | -------------------------------------------------------------------------------------------- | ----- |
| 1.  | Million $ Show      | Chant principal de Judith Hill.                                                              | 3:10  |
| 2.  | Shut This Down      |                                                                                              | 3:03  |
| 3.  | Ain't About To Stop | Avec Rita Ora.                                                                               | 3:38  |
| 4.  | Like A Mack         | Avec le groupe Curly Fryz.                                                                   | 4:04  |
| 5.  | This Could B Us     | Remix de This Could Be Us, paru sur Art Official Age.                                        | 4:11  |
| 6.  | Fallinlove2nite     | Interprété initialement avec Zooey Deschanel dans la série télévisée New Girl.               | 3:12  |
| 7.  | X's Face            |                                                                                              | 2:38  |
| 8.  | Hardrocklover       |                                                                                              | 3:42  |
| 9.  | Mr. Nelson          | Remix de Clouds, paru sur Art Official Age. Avec des échantillons vocaux de Lianne La Havas. | 2:27  |
| 10. | 1000 X's & O's      | Enregistré initialement en 1992.                                                             | 4:27  |
| 11. | June                |                                                                                              | 3:21  |